# احمد محمد نعمان
احمد محمد نعمان (عربی: أحمد محمد نعمان؛ زاده ۲۶ آوریل ۱۹۰۹ – درگذشته ۲۷ سپتامبر ۱۹۹۶) در روستای ذولقیان عزله ذبحان، ناحیه حجریه از شهر تعز زاده شد. او دو بار نخست‌وزیر جمهوری عربی یمن بود؛ اولین بار از ۲۰ آوریل تا ۶ ژوئیه ۱۹۶۵ در زمان ریاست جمهوری عبدالله السلال بود. دومین دوره از ۳ مه تا ۲۴ اوت ۱۹۷۱ در زمان رئیس‌جمهوری عبدالرحمان الأریانی بود. وی به عنوان اولین استاد و سازنده جریان آزادیخواهان یمن و نخستین پیشگام در روشنگری یمن و برجسته‌ترین شاخص‌های آزادیخواهانه عرب شناخته شده‌است.

## آثار
بعضی از آثار وی عبارتند از:
- یمن سبز ۱۹۳۹
- اهداف آزاد ۱۹۵۶
- خواسته‌های مردم ۱۹۵۶
- چگونه موضوع یمن را درک کنیم. ۱۹۵۷
- سقوط واپسگرایی در یمن ۱۹۵۷
- برای مبارزین در یمن ۱۹۵۸
- بیایید اول خودمان را ثابت کنیم ۱۹۵۸

مقالات، سخنرانی‌ها و اظهاراتی که در تعدادی از روزنامه‌ها و مجلات یمن و عرب و بین‌المللی (الثوره، الوحده، النهر، سید، الاهرام، اکتبر، حوادث، خاورمیانه، مدینه و…) منتشر شده‌است.
خاطرات احمد محمد نعمان (گفتگویی که توسط محققان دانشگاه آمریکایی بیروت در سال ۱۹۶۹ انجام شد و هفت سال پس از خروج او منتشر شد و توسط دکتر علی محمد زاید بررسی و ویرایش گردید و توسط مؤسسه فرانسوی باستان‌شناسی و علوم اجتماعی در صنعا و مرکز مطالعات عرب و خاورمیانه در بیروت در سال ۲۰۰۳ منتشر شد).

## گفته‌ها و نوشته‌ها دربارهٔ او
- نعمان اولین بنا کننده موضوع آزادیخواهان (محمد محمود الزبیری)
- هشتاد سال زندگی نعمان (عبدالرحمان طیب باکر)
- استاد (کتاب چهلم بعد از مرگش در دو نسخه در صنعا و بیروت منتشر شد)

## مناصب
- وزیر کشاورزی، ۱۹۴۸
- مشاور سیاسی ولیعهد یمن محمد البدر، ۱۹۵۵
- رئیس اتحاد یمن در قاهره، ۱۹۵۵–۱۹۶۲
- وزیر امور خارجه، ۱۹۶۲
- نماینده دائم یمن به اتحادیه عرب، ۱۹۶۳–۱۹۶۴
- رئیس شورای شورا (۱۹۶۴)
- نخست‌وزیر (۱۹۶۵/۱۹۷۱)
- عضو شورای جمهوری (۱۹۶۵، ۱۹۶۷، ۱۹۷۷، ۱۹۷۳)
- مشاور شورای جمهوری ۱۹۷۲–۱۹۷۳
- عضو دفتر سیاسی اتحاد یمن، ۱۹۷۳–۱۹۷۴